# Claude de Boissière
Claude de Boissière (Montauban, 20 aprile 1875 – Le Havre, 2 gennaio 1930) è stato uno schermidore francese.
Partecipò ai Giochi della II Olimpiade di Parigi in tre diverse gare di scherma. Nella gara di fioretto arrivò nono, in quella di spada fu eliminato al primo turno mentre nella gara di sciabola giunse sesto.